# Naima Sahlbom
Naima Sahlbom (Stoccolma, 15 maggio 1871 – Stoccolma, 29 marzo 1957) è stata una chimica svedese.

## Biografia
Naima Sahlbom, figlia di Charlotte Sahlbom (nata Hallin) e Gustav Valfrid Sahlbom, un ingegnere civile, nacque a Stoccolma, in Svezia, il 15 maggio 1871.
Da giovane frequentò la Wallinska Girls' School, il primo istituto scolastico svedese a offrire istruzione preparatoria all'università per le ragazze. Fortemente portata per la scienza, Sahlbom fu spinta da suo padre ad andare come volontaria presso il laboratorio del Dipartimento idrico di Stoccolma dove fece le sue prime esperienze di laboratorio. Nel 1893 superò gli esami di immatricolazione e frequentò la "Stockholm högskola" (ora Università di Stoccolma), dove acquisì notevole esperienza nell'analisi dei minerali. Grazie a questo lavoro il 10 maggio 1894 fu nominata membro della Geological Society di Stoccolma su candidatura di Helge Bäckström. Lo stesso anno frequentò l'Università di Uppsala, laureandosi in geologia nel 1896.

### Ricerca scientifica
Nel 1897 Sahlbom pubblicò il suo primo articolo accademico riguardante le rocce raccolte sull'isola di Alnön. Nel 1900 pubblicò assieme a Johan Gunnar Andersson, dell'Università di Uppsala, uno studio basato sul fluoruro nelle fosforiti svedesi. L'articolo rilevò una somiglianza nella composizione chimica del minerale di fluoroapatite tra due invertebrati marini: il fossile di brachiopode obolide e la Lingula anatina. Per motivi finanziari, Sahlbom rifiutò un'opportunità di ricerca da Arvid Högbom, dell'Università di Uppsala, e accettò da John Landin un'offerta di lavoro presso una società di ingegneria chimica a Stoccolma.
Successivamente, dal 1902 al 1903, fu impiegata presso il Geological Survey of Finland a Helsinki, dove divenne la prima donna ad essere ammessa alla Finnish Chemical Society. Grazie alla sua associazione con Hjalmar Sjögren, l'ex professore di mineralogia e geologia all'Università di Uppsala e poi direttore del dipartimento di mineralogia presso il Museo svedese di storia naturale, Sahlbom estese la sua esperienza sull'analisi dei minerali operando presso il dipartimento di mineralogia del Museo svedese di Storia Naturale.
Durante il 1903 e il 1904, scienziati inglesi pubblicarono ricerche sulla radioattività nella rivista scientifica Nature. Nel primo numero del 1904, Robert John Strutt Rayleigh trovò che il radio era stato rilevato nei gas delle sorgenti di Bath. Nel numero successivo, Baron Blythswood e HS Allen riportarono prove di gas radioattivi nelle sorgenti minerali di Buxton. Sulla base dei risultati, Sjögren raccomandò a Sahlbom di analizzare la radioattività nelle acque svedesi e la indirizzò ad Alexander Classen ad Aquisgrana. Nel 1904 Sahlbom fu allieva di Classen con cui studiò, tra l'altro, i metodi fotografici per determinare la radioattività. Nel 1905 le prime sorgenti che analizzò fornirono dati contrastanti, anche tra sorgenti adiacenti. Nel 1906 continuò ad analizzare le sorgenti della Svezia centrale e meridionale. Le sue scoperte dimostrarono una mancanza di correlazione tra la composizione chimica delle risorse idriche e la radioattività, nonché tra la profondità dei pozzi e la radioattività. Fu inoltre dimostrata una correlazione tra la geologia delle risorse idriche e la radioattività. Poiché substrato di arenaria di Helsingborg e i pozzi in granito mostravano tra le più alte concentrazioni di gas radioattivi, Sahlbom ne dedusse che le risorse idriche accumulavano gas radioattivi scorrendo attraverso il substrato roccioso che conteneva il radio. Nel 1907 Sahlbom e Sjögren pubblicarono un articolo su 59 sorgenti e pozzi in Svezia. Il documento supportava la prova dell'emanazione radioattiva nelle acque minerali.
Nell'autunno del 1907 Sahlbom fu ammessa all'Università di Basilea. Per procedere con i suoi studi, rifiutò un'offerta di ricerca da Sjögren. Consigliata da Friedrich Fichter dell'Università di Basilea, completò la sua tesi, un'indagine sull'analisi capillare delle soluzioni colloidali e nel 1910 la presentò all'Università di Neuchâtel ottenendo un dottorato in fisica chimica. Nel 1914, con il contributo di Helge Backlund, Sahlbom aprì a Stoccolma un laboratorio speciale per l'esame di acque minerali e sorgive. Fu assunta da mineralogisti e petrografi per il suo lavoro competente di analista chimico. Nel 1916 pubblicò un secondo rapporto su mineralogia e radioattività, con l'analisi di 400 sorgenti e pozzi, che confermava che la radioattività delle acque minerali era correlata alla geologia. Nel complesso, le rocce acide e primarie risultavano avere maggiori emanazioni radioattive; le rocce mafiche e sedimentarie mostravano una minore radioattività.

### Attivismo
Mentre studiava ad Aquisgrana, Basilea e Neuchâtel, Naima Sahlbom sostenne il movimento femminile scrivendo lettere e articoli per i periodici svedesi.
Dal 1919 al 1944 fece parte come membro del consiglio dell'Internationella Kvinnoförbundet för Fred och Frihet (IKFF), la divisione svedese della Women's International League for Peace and Freedom (WILPF). Nell'aprile 1924, Naima Sahlbom e Gertrud Woker parteciparono alla conferenza dell'American Chemical Society a Washington. Durante una dimostrazione di armi chimiche in un arsenale, provarono la pericolosità della guerra scientifica. A causa di un cambiamento di vento, Sahlbom, Woker e diversi scienziati furono esposti ai gas lacrimogeni. Nel novembre 1924, il Quarto Congresso Internazionale del WILPF si riunì a Washington. All'incontro, Ester Akesson-Beskow, Sahlbom e Woker annunciarono la formazione del Comitato contro la guerra scientifica, di cui Sahlbom fu presidente.
Nel 1925, in opposizione all'utilizzo della guerra scientifica, Sahlbom pubblicò un articolo, intitolato "Giftgasvapnet" (Armi a gas velenoso), sostenendo che impiegare la ricerca scientifica per sviluppare armi chimiche era improprio perché la guerra aveva un impatto significativo sui civili. L'IKFF approvò l'articolo di Sahlbom. Nel 1929 l'IKFF condusse una conferenza a Francoforte, dove furono discusse strategie di guerra alternative. Negli anni '30, Sahlbom viaggiò con Greta Engkvist attraverso l'Europa orientale e meridionale per sostenere il WILPF. Sahlbom fu nominata presidente di sezione del WILPF svedese nel 1935.
Nel 1946, due anni dopo le dimissioni da membro dell'IKFF, ricevette la medaglia "Illis quorum" per i suoi decenni di attivismo.
Morì il 29 marzo 1957 in una casa di riposo a Stoccolma, all'età di 85 anni.